# Medicina feminina na antiguidade

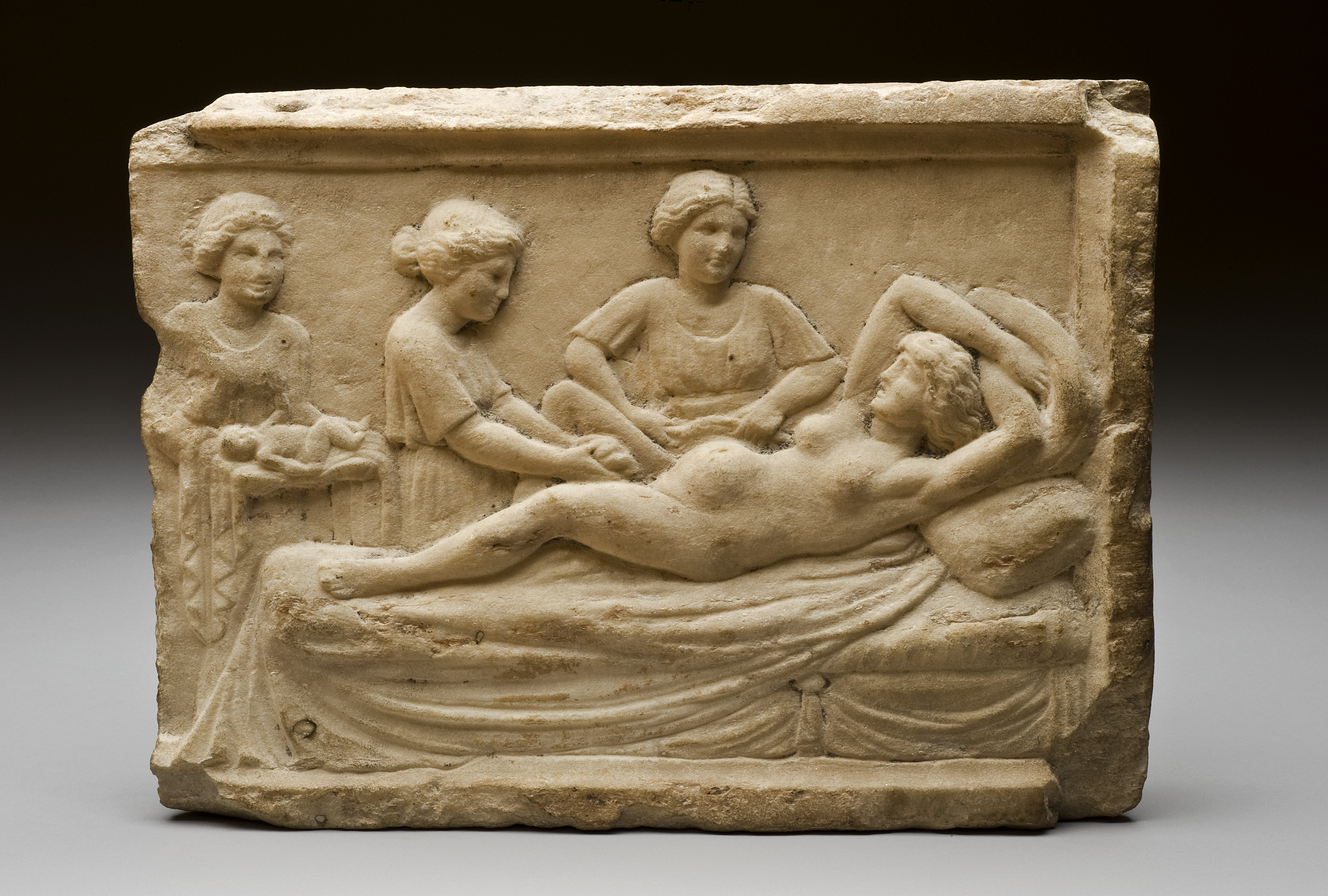
Relevo em mármore de Ostia Antiga que mostra uma cena de parto

Parto e obstetrícia na antiguidade clássica (no sentido do antigo mundo greco-romano) foram estudados pelos médicos da Grécia e de Roma antigas. Suas ideias e práticas durante esse período perduraram na medicina ocidental por séculos, e muitos temas podem ser identificados na saúde da mulher moderna. A ginecologia e a obstetrícia clássicas foram, originalmente, estudadas e ensinadas principalmente por parteiras no mundo antigo, mas, com o tempo, médicos eruditos de ambos os sexos passaram a se envolver. A obstetrícia é tradicionalmente definida como a especialidade cirurgia que cuida da mulher e de sua prole durante a gravidez, o parto e o puerpério, enquanto a ginecologia envolve as práticas médicas relativas à saúde dos órgãos reprodutivos femininos (vagina, útero, ovários) e dos seios.
A obstetrícia e a prática das parteiras são distintas, mas se sobrepõem na atuação médica que se concentra na gravidez e no trabalho de parto. A Antiguidade Clássica marcou o início das tentativas de classificar diversas áreas da pesquisa médica, e os termos ginecologia e obstetrícia passaram a ser empregados. O Corpus Hipocrático, uma extensa coleção de tratados atribuídos a Hipócrates, contém vários tratados ginecológicos datados desse período.

## Mulheres como médicas

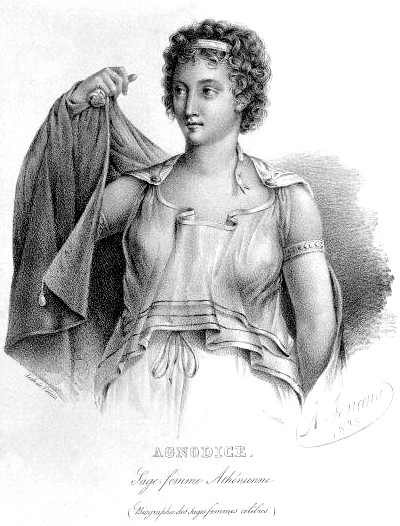
Uma gravura moderna de Agnodice, uma parteira e obstetra, que, segundo a lenda, se disfarçou de homem para poder exercer a medicina

Durante a era da Antiguidade Clássica, as mulheres atuavam como médicas, embora fossem de longe minoria e geralmente se restringissem à ginecologia e à obstetrícia. Aristóteles exerceu grande influência sobre os escritores médicos posteriores na Grécia e, posteriormente, na Europa. Semelhante aos autores do Corpus Hipocrático, Aristóteles concluiu que a fisiologia feminina era fundamentalmente diferente da masculina, principalmente porque as mulheres eram fisicamente mais frágeis e, portanto, mais suscetíveis a sintomas decorrentes dessa fraqueza, conforme sugerido pela teoria do humorismo. Essa crença afirmava que tanto homens quanto mulheres possuíam diversos “humores” responsáveis pela regulação da saúde física, sendo que as mulheres teriam um humor “mais frio”. Os autores do Corpus Hipocrático sugeriam que os homens eram mais racionais do que as mulheres e que a fisiologia feminina os tornava propensas a problemas que ocasionariam sintomas de irracionalidade. Seguindo essa premissa de maior racionalidade masculina, os homens passaram a dominar a profissão médica, atividade que exigia pesquisa racional e para a qual se acreditava que as mulheres não eram aptas.
Isso, porém, não impediu que algumas mulheres se tornassem médicas. Philista foi uma professora de medicina bastante popular, que ministrava suas aulas por trás de uma cortina para evitar que sua beleza distraísse os alunos. Na Grécia antiga, também existia a possibilidade de parteiras receberem treinamento médico adicional para se tornarem médicas-partes, chamadas na era helenística, romana e bizantina de iatromea (ιατρομαία).
Embora as médicas pudessem ter oferecido especializações além da ginecologia e da obstetrícia, não há informações suficientes para determinar a frequência com que isso ocorria. Na condição de obstetras e ginecologistas, elas parecem ter sido numerosas. O Código de Justiniano presumiu que as médicas atuavam, primordialmente, como obstetras. O primeiro texto médico conhecido por ter sido escrito por uma mulher é o de Metrodora, intitulado Sobre as Doenças Femininas do Útero.
Durante a Antiguidade Clássica, qualquer pessoa podia ser treinada como médica em uma das muitas escolas/hospitais, como o Asclepeion. O treinamento envolvia, principalmente, aplicações práticas e o estabelecimento de um aprendizado junto a outros médicos. Na era helenística, a Biblioteca de Alexandria também funcionava como escola médica, onde ocorriam pesquisas e treinamentos com corpos doentes. Além disso, filhos de médicos famosos, independentemente do sexo, frequentemente seguiam a tradição familiar na profissão. Por exemplo, Pantheia, esposa de um médico, tornou-se médica, padrão também observado nas carreiras de Aurelia Alexandria Zosime e Auguste. Esta última foi reconhecida como médica-chefe de sua cidade, título igualmente concedido a seu marido. Metilia Donata teve destaque a ponto de encomendar um grande edifício público em Lyon. Antiochis de Tlos, filha de um médico proeminente, Diodoto, foi reconhecida pelo conselho de Tlos por seu trabalho como médica e teve uma estátua erguida em sua homenagem. Ela também foi uma especialista amplamente citada por Galeno e outros. Aspásia é referenciada extensivamente por Étius em assuntos de ginecologia.
Essa abordagem greco-romana difere significativamente de outras civilizações antigas, onde o papel das mulheres como especialistas médicas em ginecologia e obstetrícia era aparentemente incontestado. No Egito antigo, havia inúmeras escolas médicas vinculadas a templos, inclusive escolas médicas femininas consagradas em Heliopólis (Egito Antigo) e em Sais, onde também se acredita que as professoras fossem mulheres.

## Câncer de mama
Hipócrates foi o primeiro a utilizar o termo câncer para descrever as lesões endurecidas ocasionalmente encontradas nos seios das mulheres. Ele raciocinou que tais lesões eram causadas por problemas no útero e no ciclo menstrual. Acreditava-se que os sintomas dessas lesões incluíam dor, perda de apetite, gosto amargo e confusão. Hipócrates desaconselhava a cirurgia como tratamento para o câncer de mama, considerando-a prejudicial, e observou que o prognóstico era muito melhor para as mulheres que não submetiam as lesões a remoção ou tratamento. Em sua obra posterior Doenças das Mulheres, Hipócrates ampliou a lista de sintomas de câncer em estágio avançado, incluindo delírios, desidratação, mamilos ressecados, perda do olfato e respiração superficial.
Galeno considerava o câncer de mama como resultado de um excesso de bile negra no organismo, fazendo referência à teoria humoral das doenças de Hipócrates. Ele hipotetizava que o fluxo menstrual da mulher funcionava como um mecanismo para eliminar a bile negra. Essa ideia estava de acordo com sua observação de que era mais comum o surgimento de lesões mamárias em mulheres na pré-menopausa e menopausa. Diferentemente de Hipócrates, Galeno incentivava a remoção cirúrgica dos tumores e até prescrevia dietas especiais e purgações para eliminar o excesso de bile negra.

## Infertilidade
Aristóteles formulou os primeiros testes para infertilidade, colocando um pano perfumado na vagina de uma mulher por um período prolongado e observando se o aroma emergia pela boca ou se os olhos ou a saliva apresentavam alguma coloração. Esse teste determinava se as passagens internas estavam abertas ou fechadas. Hipócrates desenvolveu um teste similar, observando se um aroma, produzido entre as pernas enquanto a mulher estava envolta em um cobertor, atravessava seu corpo e saía pela boca. Hipócrates ainda testava a infertilidade ao colocar uma pedra vermelha nos olhos da mulher para verificar se ela penetrava.

## Parteiras
Durante a antiguidade, não existia uma profissão equivalente à da enfermeira moderna. Nenhuma fonte médica antiga menciona qualquer tipo de pessoal de enfermagem treinado para auxiliar os médicos; contudo, muitos textos relatam o uso de escravos ou de membros da família do médico como assistentes. A função mais próxima à de uma enfermeira na antiguidade era a da parteira. Parteiras floresceu em civilizações antigas, incluindo o Egito, Bizâncio, Mesopotâmia e os impérios mediterrâneos da Grécia e de Roma.
Alguns médicos do mundo greco-romano escreveram de forma favorável sobre a prática da parteira. Herófilo redigiu um manual para parteiras, o que elevou sua estima. Posteriormente, o grego Soranus de Éfeso (98–138 d.C.), amplamente traduzido para o latim, e Galeno continuaram essas discussões. Soranus foi um importante ginecologista, creditado com quatro livros que descrevem a anatomia feminina, e também abordou métodos para lidar com partos difíceis, como o uso de fórceps. Além disso, ele estabeleceu uma série de critérios para que uma mulher fosse considerada apta a ser parteira. Ele escreveu:
Uma pessoa adequada… deve ser letrada para ser capaz de compreender a arte também por meio da teoria. Ela deve ter discernimento para que possa facilmente seguir o que é dito e o que está acontecendo. Deve ter boa memória para reter as instruções transmitidas (pois o conhecimento surge da memória do que foi apreendido). Deve amar o trabalho, para perseverar através de todas as vicissitudes (pois uma mulher que deseja adquirir tão vasto conhecimento necessita de uma paciência viril).

A parteira mais qualificada seria treinada em todos os ramos da terapia. Ela deve ser capaz de prescrever regulamentos higiênicos para suas pacientes, observar as características gerais e individuais de cada caso, oferecer conselhos baseados em conhecimentos prévios que possam ser aplicados a qualquer situação e transmitir segurança às pacientes. Não é necessário que ela já tenha experimentado o parto, mas é desejável que tenha passado por um trabalho de parto para aumentar sua empatia com a mãe.

Para adquirir bons hábitos de parteira, ela deve ser disciplinada e sempre sóbria, possuir uma disposição tranquila e compartilhar muitos segredos da vida, não ser gananciosa, estar livre de superstições que a impeçam de adotar medidas salutares, manter as mãos macias – evitando trabalhos com lã, que podem endurecê-las – e usar pomadas para adquiri-las. Ademais, precisa ser respeitável, de modo que os moradores do lar confiem nela, e não apresentar limitações para o desempenho de seu trabalho. Dedos longos e finos com unhas curtas são essenciais para alcançar inflamações profundas sem causar dor excessiva. Parteiras que possuírem todas essas qualidades serão as melhores.
Essa instrução detalhada sobre as parteiras serviu como uma espécie de livro-texto, evidenciando o papel altamente respeitado que essas profissionais desempenhavam na sociedade.

## Controle de natalidade e aborto

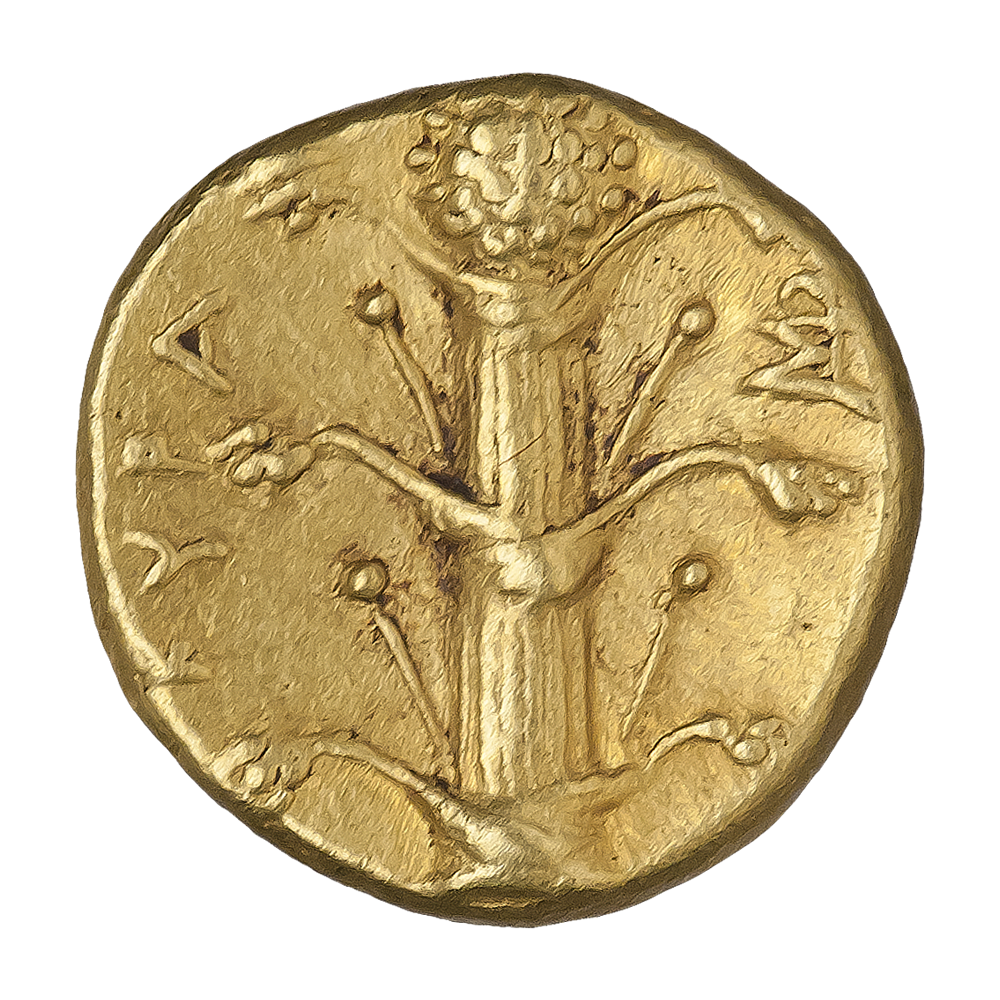
Moeda antiga de Cirena representando um caule de Silphium

As mulheres praticavam o controle de natalidade na antiguidade, principalmente, através do conhecimento sobre plantas e ervas. Esse saber era transmitido por pastores que observavam a esterilidade de seus animais quando expostos a determinadas plantas, e também de forma oral, originado principalmente de parteiras experientes, que sabiam identificar as plantas necessárias, como administrá-las e, sobretudo, o momento adequado para sua aplicação em relação à última menstruação ou ao coito.
Uma planta muito popular entre os gregos para o controle de natalidade era o Silphium. Trata-se de uma erva gigante, semelhante ao funcho, repleta de uma seiva pungente e de sabor marcante. Seu uso era tão disseminado que ela apareceu em uma moeda cirenaica, na qual uma mulher tocava a planta com uma mão e apontava para seus genitais com a outra. A demanda era tão alta que, no século IV, o Silphium havia sido extinto. Acredita-se que o formato do coração tenha se originado a partir da semente dessa planta, devido à semelhança em sua forma e à associação do Silphium com o amor, o romance e a sexualidade.
Embora o Silphium tenha sido o mais popular, muitas outras plantas e ervas eram utilizadas. Outra delas era a erva-de-pulga, um abortifaciente. Apesar de tóxica, a erva-de-pulga era consumida em pequenas doses, geralmente em forma de chá, pois continha a substância abortiva pulegona. Um documento médico do Egito, datado de 1500 a.C., inclui uma lista de substâncias utilizadas como controle de natalidade. Uma delas consistia em preparar uma pasta a partir de goma de acácia, tâmaras, fibras, mel e outras plantas não identificadas, funcionando como um espermicida. Os primeiros médicos, Galeno e Dioscórides, acreditavam que as mulheres consumiam salgueiro e sementes de romã para prevenir a gravidez.
Soranus de Éfeso defendia a aplicação de pomadas elaboradas com óleo de oliva velho, mel, resina de cedro e chumbo branco no colo do útero, com o intuito de bloquear sua abertura. Entretanto, Soranus considerava que o controle de natalidade seria mais eficaz se os contraceptivos orais fossem combinados com determinados procedimentos. Ele recomendava que as mulheres evitassem ter relações sexuais durante o período fértil, bem como a penetração profunda. Após o coito, aconselhava-se que a mulher se agachasse, espirrasse e limpasse a vagina antes de ingerir algo frio. Se tais práticas combinadas falhassem na prevenção da gravidez, receitas que incluíam pequenas quantidades de suco cirenaico, vinho diluído, leucoion e pimenta branca eram prescritas para induzir o aborto.
De acordo com o Corpus Hipocrático, existiam alternativas orais para induzir o aborto, tais como o casto, a árvore, o cobre e as espécies de Ferula. Platão explorou o controle que as parteiras possuíam durante esse processo:
Além disso, as parteiras, por meio de medicamentos [149d] e encantamentos, são capazes de estimular as dores do parto e, se desejarem, amenizá-las, e de ajudar aquelas que têm dificuldade para dar à luz; e provocam abortos se acharem isso desejável.— Plato: Theaetus (excerpts)

## Gravidez
Diversas teorias eram empregadas na antiguidade para determinar se uma mulher estava grávida. Um método popular envolvia examinar os vasos sanguíneos dos seios. Outro consistia em colocar a mulher sobre um chão coberto com uma mistura de cerveja e tâmaras e utilizar uma equação de proporcionalidade baseada no número de vezes que ela vomitava. Ainda, havia o método de inserir uma cebola na vagina e verificar se seu odor era percebido pelo hálito. Embora existam poucas evidências de que tais métodos fossem procedimentos médicos confirmados, é incerto se tratavam de práticas fundamentadas ou meramente de folclore.

## Trabalho de parto e parto

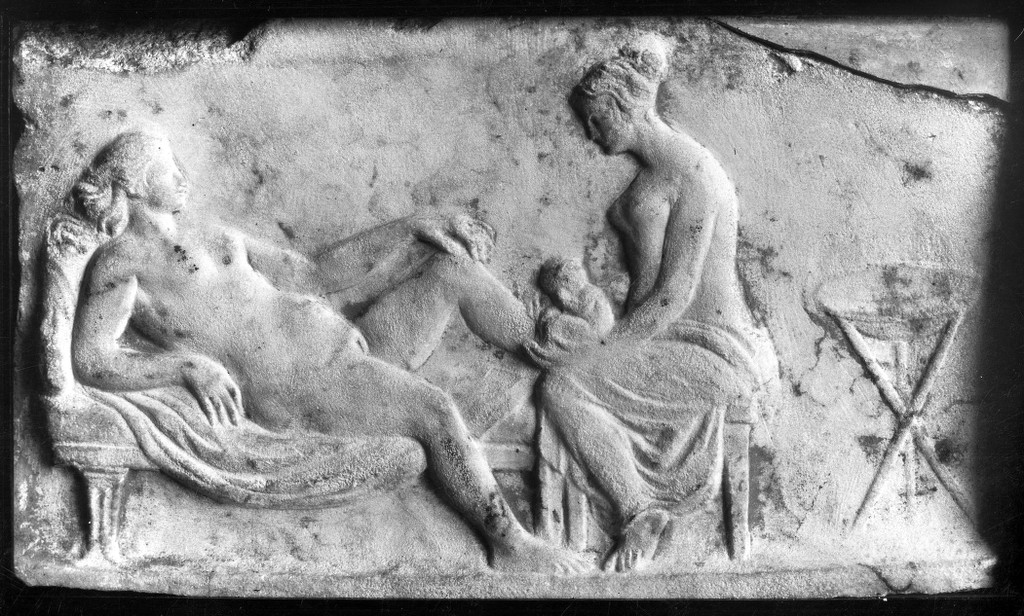
Relevo romano antigo de uma parteira auxiliando uma mulher no parto

Como os hospitais não existiam na antiguidade, o parto ocorria na residência da gestante, com a assistência de uma parteira e de ajudantes. A religião desempenhava papel fundamental durante o trabalho de parto e o parto. As mulheres invocavam Ártemis, uma deusa capaz tanto de trazer nova vida ao mundo quanto de retirá-la. Apesar de ela própria ser virgem, dizia-se que presenciara a dor de sua mãe durante o nascimento de seu irmão, Apolo, e que imediatamente assumira o papel de parteira. Se uma mulher morresse durante o parto, suas roupas eram levadas ao templo de Ártemis, pois acreditava-se que a deusa era responsável por sua morte. Se o parto fosse bem-sucedido, a mãe fazia uma oferenda de agradecimento sacrificando parte de suas roupas à deusa.
Ervas e outras plantas eram amplamente utilizadas durante o parto, prática que se vinculava também a crenças religiosas. Por exemplo, uma bebida polvilhada com esterco de porca em pó era administrada para aliviar as dores do parto, e a fumigação com a gordura de uma hiena era considerada capaz de induzir um parto imediato. A maioria dessas práticas apresentava pouca ou nenhuma eficácia médica, mas provavelmente proporcionava algum efeito placebo. Apesar dos esforços para utilizar a ciência no avanço do conhecimento médico, as experimentações e os ensinamentos do Corpus Hipocrático não se mostravam necessariamente mais eficazes do que os costumes tradicionais da parteira. Por exemplo, os escritores hipocráticos acreditavam que o útero podia deslocar-se e causar problemas de saúde, tratando-o com ervas de cheiro doce para incentivá-lo a retornar à posição correta.
Soranus descreveu três estágios principais da gravidez: a concepção, que envolvia manter a semente masculina no útero; a pica, que ocorria aos 40 dias e incluía sintomas de náusea e desejos por alimentos extraordinários – fase na qual as mulheres eram instruídas a se exercitar e dormir mais para acumular força para o parto; e, por fim, o trabalho de parto propriamente dito. Em preparação para o parto, aconselhava-se que a mulher se banhasse em banhos de vinho e água adocicada para acalmar a mente, que seu abdômen fosse massageado com óleos para reduzir o aparecimento de estrias e que seus genitais fossem ungidos com ervas e amaciantes, como a gordura de ganso.
O papel da parteira era crucial no parto, e Soranus descrevia-o em detalhes. Por exemplo, a parteira deveria dispor de certos instrumentos para garantir um parto seguro, como azeite de oliva limpo, esponjas marinhas, pedaços de ataduras de lã para embalar o recém-nascido, um travesseiro, ervas de odor forte em caso de desmaio e um banquinho de parto. Este banquinho é uma cadeira da qual o assento foi removido.
A parteira preparava seus utensílios conforme o início do trabalho de parto. Durante o processo, a mãe deitava-se de costas em uma cama baixa e rígida, com suporte sob os quadris, as coxas separadas e os pés recolhidos. Aplicava-se uma massagem suave para amenizar as dores, enquanto panos embebidos em azeite de oliva morno eram colocados sobre o abdômen e a região genital. Nas laterais, eram aplicadas compressas quentes, geralmente na forma de bexigas preenchidas com óleo morno.
No momento do parto, a mãe era levada para o banquinho de parto, onde se sentava ou se agachava sobre dois grandes tijolos, com uma parteira posicionada à sua frente e ajudantes femininas ao lado. Em um parto normal de apresentação cefálica, a abertura cervical era ligeiramente dilatada e o restante do corpo era puxado para fora. Soranus orientava a parteira a envolver as mãos em pedaços de pano ou de papiro fino para evitar que o recém-nascido, escorregadio, escapasse de seu aperto.

## Cesarianas
Um mito amplamente citado afirma que a palavra “cesariana” possivelmente deriva do governante romano antigo Júlio César, pois se acreditava que César havia sido operado por esse procedimento. A referência mais antiga a esse mito é um trecho da Suda, uma enciclopédia bizantina do século X. O mito resulta de uma má interpretação de um trecho da História Natural de Plínio, o Velho, que menciona um “César” (um dos ancestrais de Júlio César) sendo extraído do útero de sua mãe. Essa prática é provavelmente muito mais antiga do que Júlio César, e as cesarianas, conforme realizadas pelos romanos, eram efetuadas para resgatar o bebê de uma mãe moribunda ou já falecida, sendo realizadas post-mortem. O fato de a mãe de Júlio César, Aurelia Cotta, ter vivido por décadas após seu nascimento torna essa etimologia altamente improvável. Plínio menciona ainda outra possibilidade, mais amplamente aceita, afirmando que a palavra “cesariana” deriva do latim caedere, que significa “cortar”.
Discussões rabínicas registradas na Mishná sugerem que os judeus do período romano podem ter praticado com sucesso cesarianas em mães vivas que não estavam em risco iminente de morte. Gregos e egípcios não realizavam cesarianas, nem post-mortem nem em mães vivas. Entretanto, é provável que os gregos possuíssem ao menos algum conhecimento sobre o procedimento. Diz-se que o deus grego Asclépio foi extraído do útero de sua mãe por meio dessa operação.
Fora as evidências de judeus praticando cesarianas na antiguidade (muito poucas na Roma antiga e ainda menos na Grécia), há escassez de outros indícios sobre partos por cesariana. Uma razão possível é que esse procedimento não era realizado com frequência, seja por complicações médicas ou por superstições. Na Roma cristã primitiva, as cesarianas eram quase inexistentes. A perda de habilidade para realizá-las pode ter contribuído para essa escassez. Embora as taxas de mortalidade infantil fossem altas na antiguidade – o que, em teoria, tornaria as cesarianas úteis – os primeiros médicos cristãos possivelmente descartavam esse procedimento por não o considerarem socialmente aceitável devido a crenças religiosas. Doenças, a necessidade de sigilo e o desencorajamento social também podem ter contribuído para o declínio das cesarianas entre os primeiros cristãos em Roma. Quase nenhuma evidência sobre cesarianas no mundo cristão surge até o século X. A falta de educação para as mulheres e a norma social que as mantinha na esfera privada, em oposição à pública, também são apontadas como fatores que contribuíram para a escassez de cesarianas.

## Morte e parto

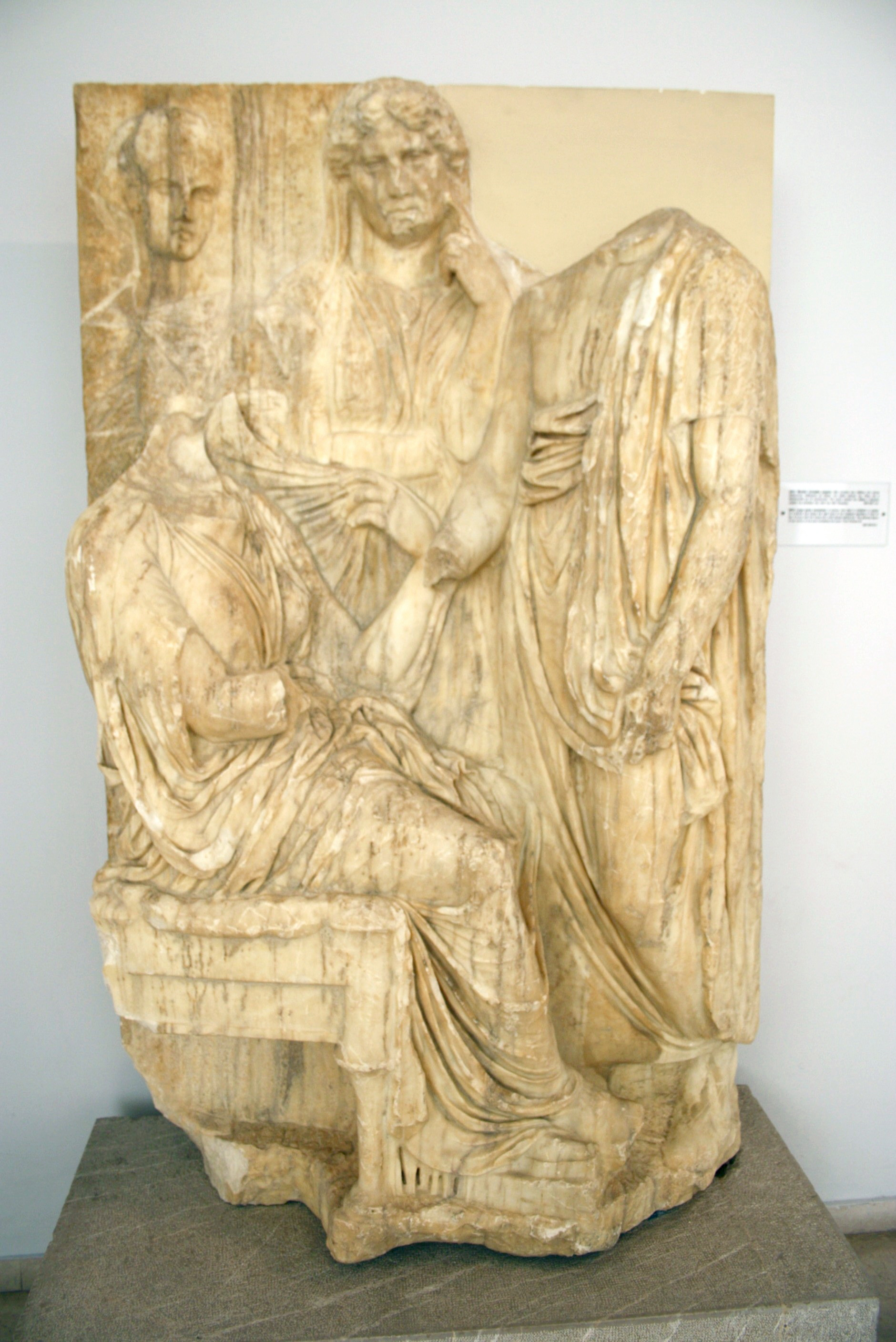
Estela funerária da Attica grega, mostrando uma mulher sentada que morreu durante o parto, despedindo-se de seu marido, mãe e da enfermeira do recém-nascido, c. 350–330 a.C.

A mortalidade na antiguidade era bastante elevada devido a diversos fatores: falta de saneamento e consciência higiênica, desconhecimento sobre micro-organismos e escassez de medicamentos eficazes. No contexto do parto, as taxas de mortalidade materna e infantil eram exponencialmente superiores aos padrões modernos, decorrentes tanto do desgaste físico causado pelo parto quanto do risco aumentado de infecção no pós-parto.

### Mortalidade materna
Os números da mortalidade materna só podem ser avaliados por meio de comparações. Estima-se que essa mortalidade seja comparável à de sociedades semelhantes, mas de períodos muito posteriores, que dispõem de registros mais completos, como a Inglaterra rural do século XVIII, onde a mortalidade materna girava em torno de 25 por 1.000 nascimentos.

### Mortalidade infantil
A avaliação da mortalidade infantil na antiguidade é dificultada pelo infanticídio e pelo abandono (exposição), práticas que não refletem a capacidade médica do período, mas sim condições e normas sociais. Enquanto o infanticídio representa a morte intencional da criança, o abandono pode levar à morte por negligência. Embora sejam dados valiosos, esses números não representam o foco da pesquisa, visto que os estudiosos se empenharam em eliminar essas “interferências”.
Assim como na mortalidade materna, é difícil obter números exatos da taxa de mortalidade infantil na antiguidade, embora comparações entre sociedades antigas e modernas (não industrializadas) sugiram que tais taxas poderiam ser similares às de sociedades industriais modernas quando colocadas em perspectiva. Enquanto a mortalidade infantil em sociedades industrializadas modernas é inferior a 10 por 1.000 nascimentos, sociedades não industrializadas podem apresentar taxas entre 50 e mais de 200 por 1.000. Estudos utilizando tabelas de vida modelo e assumindo uma expectativa de vida ao nascer de 25 anos sugerem uma taxa de 300 por 1.000 para a sociedade romana.